# 世界ロードランニング選手権大会
世界ロードランニング選手権大会（せかいロードランニングせんしゅけんたいかい、
World Athletics Road Running Championships）は、ワールドアスレティックス（旧国際陸連）が開催する長距離走・中距離走のロードレースの世界選手権大会である。1992年から2005年まで、および2008年から2020年までは世界ハーフマラソン選手権大会として行われた。

## 歴史
1992年、イギリスのニューカッスル・アポン・タインでグレートノースランと合わせて第1回世界ハーフマラソン選手権大会が行われ、以後ハーフマラソン（21.0975km）の世界選手権大会として毎年開催されていたが、2005年のカナダエドモントン大会限りで終了した。2006年、2007年は同大会の代わりに世界ロードランニング選手権を試験的に開催したが、2008年のブラジルリオデジャネイロ大会から再び世界ハーフマラソン選手権として行われることになった。しかし参加数の減少などから、2012年大会から隔年開催されることが2010年11月のIAAF理事会で決定した。しかし2023年から再度世界ロードランニング選手権を復活。1マイルと5kmが追加された。
日本代表は毎年2月開催の香川丸亀国際ハーフマラソンと全日本実業団ハーフマラソンが世界ハーフマラソン選手権代表選考の対象大会である。1992年の第1回大会で女子団体で、藤原恵、朝比奈三代子、浅井えり子が合計タイム3時間30分39秒で金メダルを獲得した。個人成績では、1992年に藤原恵が1時間09分21秒、1993年に谷川真理が1時間10分09秒、1999年に野口みずきが1時間09分12秒で共に銀メダルを獲得しているのが男女通じての最高成績であり、日本人選手の個人優勝はまだ一度もない。

## 大会一覧
太字で記載されている記録は大会記録。
- 第15回、第16回大会は世界ロードランニング選手権として開催。（第15回のみ20km）

### 男子
| 回数 | 開催日程       | 開催国     | 開催都市             | 個人優勝                                    | 個人優勝タイム | 団体優勝         | 団体優勝タイム |
| ---- | -------------- | ---------- | -------------------- | ------------------------------------------- | -------------- | ---------------- | -------------- |
| 01   | 1992年9月20日  | イギリス   | ニューカッスル       | ベンソン・マシャ（ ケニア）                 | 1:00:24        | ケニア           | 3:02:25        |
| 02   | 1993年10月3日  | ベルギー   | ブリュッセル         | ヴァンサン・ルソー（ ベルギー）             | 1:01:06        | ケニア           | 3:05:40        |
| 03   | 1994年9月24日  | ノルウェー | オスロ               | ハリド・スカー（ モロッコ）                 | 1:00:27        | ケニア           | 3:03:36        |
| 04   | 1995年10月1日  | フランス   | モンベリアル         | モーゼス・タヌイ（ ケニア）                 | 1:01:45        | ケニア           | 3:05:21        |
| 05   | 1996年9月29日  | スペイン   | パルマ・デ・マヨルカ | ステファノ・バルディーニ（ イタリア）       | 1:01:17        | イタリア         | 3:07:42        |
| 06   | 1997年10月3日  | スロバキア | コシツェ             | セム・コロリア（ ケニア）                   | 59:56          | ケニア           | 2:59:54        |
| 07   | 1998年9月27日  | スイス     | チューリッヒ         | ポール・コエチ（ ケニア）                   | 1:00:01        | 南アフリカ共和国 | 3:02:21        |
| 08   | 1999年10月3日  | イタリア   | パレルモ             | ポール・テルガト（ ケニア）                 | 1:01:50        | 南アフリカ共和国 | 3:06:01        |
| 09   | 2000年11月12日 | メキシコ   | ベラクルス           | ポール・テルガト -2-                        | 1:03:47        | ケニア           | 3:11:38        |
| 10   | 2001年10月7日  | イギリス   | ブリストル           | ハイレ・ゲブレセラシェ（ エチオピア）       | 1:00:03        | エチオピア       | 3:00:31        |
| 11   | 2002年5月5日   | ベルギー   | ブリュッセル         | ポール・マラクウェン・コスゲイ（ ケニア）   | 1:00:39        | ケニア           | 3:00:31        |
| 12   | 2003年10月4日  | ポルトガル | ヴィラモウラ         | マーティン・レル（ ケニア）                 | 1:00:49        | タンザニア       | 3:03:01        |
| 13   | 2004年10月3日  | インド     | ニューデリー         | ポール・キルイ（ ケニア）                   | 1:02:15        | ケニア           | 3:07:55        |
| 14   | 2005年10月1日  | カナダ     | エドモントン         | ファビアノ・ジョセフ・ナーシ（ タンザニア） | 1:01:08        | エチオピア       | 3:06:18        |
| 15   | 2006年10月8日  | ハンガリー | デブレツェン         | ゼルセナイ・タデッセ（ エリトリア）         | 56:01          | ケニア           | 2:51:18        |
| 16   | 2007年10月14日 | イタリア   | ウーディネ           | ゼルセナイ・タデッセ -2-                    | 58:59          | ケニア           | 2:58:54        |
| 17   | 2008年10月12日 | ブラジル   | リオデジャネイロ     | ゼルセナイ・タデッセ -3-                    | 59:56          | ケニア           | 3:07:24        |
| 18   | 2009年10月11日 | イギリス   | バーミンガム         | ゼルセナイ・タデッセ -4-                    | 59:35          | ケニア           | 3:01:06        |
| 19   | 2010年10月16日 | 中国       | 南寧                 | ウィルソン・キプロプ（ ケニア）             | 1:00:07        | ケニア           | 3:01:32        |
| 20   | 2012年10月6日  | ブルガリア | カヴァルナ           | ゼルセナイ・タデッセ -5-                    | 1:00:19        | ケニア           | 3:03:52        |
| 21   | 2014年3月29日  | デンマーク | コペンハーゲン       | ジョフリー・カムウォロル（ ケニア）         | 59:07          | エリトリア       | 2:58:59        |
| 22   | 2016年3月26日  | イギリス   | カーディフ           | ジョフリー・カムウォロル -2-                | 59:10          | ケニア           | 2:58:58        |
| 23   | 2018年3月24日  | スペイン   | バレンシア           | ジョフリー・カムウォロル -3-                | 1:00:02        | エチオピア       | 3:02:14        |
| 24   | 2020年10月17日 | ポーランド | グディニア           | ヤコブ・キプリモ                            | 58:49          |                  |                |

### 女子
| 回数 | 開催日程       | 開催国     | 開催都市             | 個人優勝                                  | 個人優勝タイム | 団体優勝   | 団体優勝タイム |
| ---- | -------------- | ---------- | -------------------- | ----------------------------------------- | -------------- | ---------- | -------------- |
| 01   | 1992年9月19日  | イギリス   | ニューカッスル       | リズ・マッコルガン（ イギリス）           | 1:08:53        | 日本       | 3:30:39        |
| 02   | 1993年10月3日  | ベルギー   | ブリュッセル         | コンセイソン・フェッレーラ（ ポルトガル） | 1:10:07        | ルーマニア | 3:32:18        |
| 03   | 1994年9月24日  | ノルウェー | オスロ               | エレナ・マイヤー（ 南アフリカ共和国）     | 1:08:36        | ルーマニア | 3:29:03        |
| 04   | 1995年10月1日  | フランス   | モンベリアル         | ワレンティナ・エゴロワ（ ロシア）         | 1:09:58        | ルーマニア | 3:31:29        |
| 05   | 1996年9月29日  | スペイン   | パルマ・デ・マヨルカ | 任秀娟（ 中国）                           | 1:10:39        | ルーマニア | 3:33:05        |
| 06   | 1997年10月3日  | スロバキア | コシツェ             | テグラ・ロルーペ（ ケニア）               | 1:08:14        | ルーマニア | 3:27:40        |
| 07   | 1998年9月27日  | スイス     | チューリッヒ         | テグラ・ロルーペ -2-                      | 1:08:29        | ケニア     | 3:29:43        |
| 08   | 1999年10月3日  | イタリア   | パレルモ             | テグラ・ロルーペ -3-                      | 1:08:48        | ケニア     | 3:27:40        |
| 09   | 2000年11月12日 | メキシコ   | ベラクルス           | ポーラ・ラドクリフ（ イギリス）           | 1:09:07        | ルーマニア | 3:34:22        |
| 10   | 2001年10月7日  | イギリス   | ブリストル           | ポーラ・ラドクリフ -2-                    | 1:06:47        | ケニア     | 3:28:04        |
| 11   | 2002年5月5日   | ベルギー   | ブリュッセル         | ベルハネ・アデレ（ エチオピア）           | 1:09:06        | ケニア     | 3:28:22        |
| 12   | 2003年10月4日  | ポルトガル | ヴィラモウラ         | ポーラ・ラドクリフ -3-                    | 1:07:35        | ロシア     | 3:30:16        |
| 13   | 2004年10月3日  | インド     | ニューデリー         | 孫英傑（ 中国）                           | 1:08:40        | エチオピア | 3:36:00        |
| 14   | 2005年10月1日  | カナダ     | エドモントン         | コンスタンティナ・トメスク（ ルーマニア） | 1:09:17        | ルーマニア | 3:31:00        |
| 15   | 2006年10月8日  | ハンガリー | デブレツェン         | ローナ・キプラガト（ オランダ）           | 1:03:21        | ケニア     | 3:15:55        |
| 16   | 2007年10月14日 | イタリア   | ウーディネ           | ローナ・キプラガト -2-                    | 1:06:25        | ケニア     | 3:23:33        |
| 17   | 2008年10月12日 | ブラジル   | リオデジャネイロ     | ローナ・キプラガト -3-                    | 1:08:37        | エチオピア | 3:30:59        |
| 18   | 2009年10月11日 | イギリス   | バーミンガム         | メアリー・ケイタニー（ ケニア）           | 1:06:36        | ケニア     | 3:22:30        |
| 19   | 2010年10月16日 | 中国       | 南寧                 | フローレンス・キプラガト（ ケニア）       | 1:08:24        | ケニア     | 3:26:59        |
| 20   | 2012年10月6日  | ブルガリア | カヴァルナ           | メセレト・ハイル（ エチオピア）           | 1:08:55        | エチオピア | 3:27:52        |
| 21   | 2014年3月29日  | デンマーク | コペンハーゲン       | グラディス・チェロノ・キプロノ（ ケニア） | 1:07:28        | ケニア     | 3:23:05        |
| 22   | 2016年3月26日  | イギリス   | カーディフ           | ペレス・ジェプチルチル（ ケニア）         | 1:07:31        | ケニア     | 3:22:59        |
| 23   | 2018年3月24日  | スペイン   | バレンシア           | ネサネット・グデタ（ エチオピア）         | 1:06:11        | エチオピア | 3:22:27        |
| 24   | 2020年         | ポーランド | グディニア           | ペレス・ジェプチルチル（ ケニア）         | 1:05:16        |            |                |

## 大会記録
- 男子： ヤコブ・キプリモ（58分49秒）（2020年第24回大会）
- 女子： ジェプチルチル（1時間5分16秒）（2020年第24回大会）